# 小行星1705
小行星1705（1705 Tapio）是一颗围绕太阳公转的小行星。1941年9月26日，利斯·奧特瑪在图尔库发现了此天体。
該小行星以芬蘭神話的森林之神塔皮奧命名。
这颗小行星的绝对星等为156.1244231492836等。